# Caragacii-Vechi, Ismail
Caragacii-Vechi, întâlnit și sub formele Caragaci și Nahirne (în bulgară Караагач, în ucraineană Нагірне, transliterat: Nahirne) este un sat în Comuna Reni din raionul Ismail, regiunea Odesa (Ucraina). Are 2,611 locuitori, preponderent bulgari.
Satul este situat la o altitudine de 13 metri, pe malul estic al Lacului Cahul, în partea centrală a raionului Reni. El se află la o distanță de 10 km est de centrul raional Reni.
Până în anul 1947 satul a purtat denumirea oficială de Caragacii-Vechi (în ucraineană Карагач), în acel an el fiind redenumit Nahîrne.

## Istoric
Localitatea Caragacii-Vechi a făcut parte încă de la înființare din regiunea istorică Bugeac (Basarabia de sud) a Principatului Moldovei, numindu-se inițial Caragaci. Populația satului era formată inițial din moldoveni.
Prin Tratatul de pace de la București, semnat pe 16/28 mai 1812, între Imperiul Rus și Imperiul Otoman, la încheierea războiului ruso-turc din 1806 – 1812, Rusia a ocupat teritoriul de est al Moldovei dintre Prut și Nistru, pe care l-a alăturat Ținutului Hotin și Basarabiei/Bugeacului luate de la turci, denumind ansamblul Basarabia (în 1813) și transformându-l într-o gubernie împărțită în zece ținuturi (Hotin, Soroca, Bălți, Orhei, Lăpușna, Tighina, Cahul, Bolgrad, Chilia și Cetatea Albă, capitala guberniei fiind stabilită la Chișinău).
La începutul secolului al XIX-lea, conform recensământului efectuat de către autoritățile țariste în anul 1817, satul Caragacii-Vechi (Cara-Gaciu) făcea parte din Ocolul Cahulului a Ținutului Ismail .
După războiul ruso-turc, începând din anul 1812 s-au stabilit aici familii de imigranți bulgari din sudul Dunării, aceștia primind terenuri de la ocupanții ruși ai Basarabiei. Cu timpul, compoziția etnică a localității s-a schimbat, bulgarii devenind majoritari în localitate.
În urma Tratatului de la Paris din 1856, care încheia Războiul Crimeii (1853-1856), Rusia a retrocedat Moldovei o fâșie de pământ din sud-vestul Basarabiei (cunoscută sub denumirea de Cahul, Bolgrad și Ismail). În urma acestei pierderi teritoriale, Rusia nu a mai avut acces la gurile Dunării. În urma Unirii Moldovei cu Țara Românească din 1859, acest teritoriu a intrat în componența noului stat România (numit până în 1866 "Principatele Unite ale Valahiei și Moldovei"). În urma Tratatului de pace de la Berlin din 1878, România a fost constrânsă să cedeze Rusiei acest teritoriu.
După Unirea Basarabiei cu România la 27 martie 1918, satul Caragacii-Vechi a făcut parte din componența României, în Plasa Reni a județului Ismail. Pe atunci, majoritatea populației era formată din bulgari, existând și o comunitate mică de români. La recensământul din 1930, s-a constatat că din cei 3.448 locuitori din sat, 3.290 erau bulgari (95.42%), 117 români (3.39%), 16 găgăuzi (0.46%), 15 ruși (0.44%), 5 greci, 1 evreu și 1 turc.
Ca urmare a Pactului Ribbentrop-Molotov (1939), Basarabia, Bucovina de Nord și Ținutul Herța au fost anexate de către URSS la 28 iunie 1940. După ce Basarabia a fost ocupată de sovietici, Stalin a dezmembrat-o în trei părți. Astfel, la 2 august 1940, a fost înființată RSS Moldovenească, iar părțile de sud (județele românești Cetatea Albă și Ismail) și de nord (județul Hotin) ale Basarabiei, precum și nordul Bucovinei și Ținutul Herța au fost alipite RSS Ucrainene. La 7 august 1940, a fost creată regiunea Ismail, formată din teritoriile aflate în sudul Basarabiei și care au fost alipite RSS Ucrainene .
În perioada 1941-1944, toate teritoriile anexate anterior de URSS au reintrat în componența României. Apoi, cele trei teritorii au fost reocupate de către URSS în anul 1944 și integrate în componența RSS Ucrainene, conform organizării teritoriale făcute de Stalin după anexarea din 1940, când Basarabia a fost ruptă în trei părți.
În anul 1947, autoritățile sovietice au schimbat denumirea oficială a satului din cea de Caragacii-Vechi în cea de Nahîrne. În anul 1954, Regiunea Ismail a fost desființată, iar localitățile componente au fost incluse în Regiunea Odesa.
Începând din anul 1991, satul Caragacii-Vechi face parte din raionul Reni al regiunii Odesa din cadrul Ucrainei independente. În prezent, satul are 2.611 locuitori, preponderent bulgari.

## Personalități
- Gheorghi Ghincev (1866-1908) - jurnalist și pedagog bulgar
- Dimitar Stefanov (1872-1940) - revoluționar și om politic bulgar
- Ivan Stefanov - duhovnic bulgar

## Demografie
Componența lingvistică a comunei Caragacii-Vechi
     Bulgară (85,14%)
     Rusă (5,32%)
     Română (4,52%)
     Ucraineană (3,14%)
     Alte limbi (0,12%)
Conform recensământului din 2001, majoritatea populației comunei Caragacii-Vechi era vorbitoare de bulgară (85,14%), existând în minoritate și vorbitori de rusă (5,32%), română (4,52%), ucraineană (3,14%) și găgăuză (1,57%).
1930: 3.448 (recensământ) 
1940: 4.013 (estimare)
2001: 2.611 (recensământ)

## Obiective turistice
- Monumentul lui V.I. Lenin